# In vivo
In vivo (u prevodu s latinskog „uživo“) su eksperimenti koji koriste ceo, živi organizam za razliku od parcijalnog ili mrtvog organizma, ili in vitro („u staklu“, i.e., kontrolisanom okruženju u epruveti ili petrijevoj šolji). Testiranja na životinjama i klinička ispitivanja su dva oblika in vivo istraživanja. In vivo testiranje se često koristi umesto in vitro pristupa, jer je podesnije za posmatranje sveukupnih efekata eksperimenta na živom subjektima. To se često opisuje kao maksimalni in vivo veritas.